# Georges II. de La Trémoille
Georges II. de la Trémoille, genannt le Sire de Craon  (* um 1437; † Januar 1481) war ein französischer Adliger und Militär des 15. Jahrhunderts. Er war Seigneur de Craon et de Jonvelle, Comte de Ligny, Gründungsmitglied des Michaelsordens, Gouverneur von Touraine, Lieutenant-général u. a. der Champagne, sowie Gouverneur des Herzogtums Burgund.

## Leben
Georges II. de La Trémoille war ein Sohn von Georges I. de La Trémoille, Comte de Guînes, Großkammerherr des Königs Karl VII., und Catherine de L'Île-Bouchard, der Patin des Dauphin und späteren Königs Ludwig XI., und damit ein Angehöriger des Hauses La Trémoille.
Nach dem Tod seines Vaters 1446 übernahm er 1447 den Besitz der Familie in Burgund und trat dabei in den Dienst des Herzogs Philipp III. 1457 übertrug ihm sein Bruder Louis I. de La Trémoille die Herrschaften Châteauneuf-sur-Sarthe und Craon. Von seiner Mutter (sie starb wohl 1474) erbte er L’Île-Bouchard.
1468 verließ er nach der Einnahme von Lüttich (30. Oktober 1468) den Hof des Herzogs Karl der Kühne und wechselte in den Dienst Ludwigs XI. Er wurde Rat und Kämmerer des Königs, Gouverneur der Touraine und 1469 Gründungsmitglied des Ordre de Saint-Michel. Er erhielt die Herrschaften Castelnau, Montmirail und Villeneuve-en-Albigeois, die von Jean V. d’Armagnac wegen Verrats konfisziert worden waren. 1470 wurde er zum Lieutenant-général de l’armée du roi in der Champagne ernannt, 1473 nahm er den Burgundern Verdun weg. Ende 1474 war er Gouverneur der Champagne, der Brie und des Barrois.
1475 war er französischer Kommandeur beim Angriff auf die Freigrafschaft Burgund, wo er am 3. Mai Jonvelle (nach dem er sich später nannte), Jussey, Champlitte etc. eroberte, bevor er zurückgedrängt wurde, und fiel bei seinen Aktionen durch Grausamkeit und Brutalität auf. 1476 erhielt er von Ludwig XI. die frei gewordene Grafschaft Ligny.
Nach dem Tod Karls des Kühnen am 5. Januar 1477 wurde er zum Gouverneur des Herzogtums Burgund ernannt, das von Frankreich annektiert worden war. Der Widerstand gegen die französischen Truppen brachte ihm Niederlagen bei Vesoul, Besançon und Gray ein, weswegen er in Ungnade fiel und von Ludwig XI. abgesetzt wurde. Er zog sich daraufhin auf seinen Besitz in Westfrankreich zurück.

## Ehe und Familie
Georges II. de La Trémoille heiratete am 8. November 1464 Marie de Montauban, Dame de Montauban et de Landal, Tochter von Jean de Montauban, Admiral von Frankreich, und Witwe von Louis II. de Rohan, Seigneur de Guémené, die der Justiz entkommen war, obwohl sie ihren Mann vergiftet hatte. Ihr weiteres Verhalten veranlasste Ludwig XI., ihrem zweiten Ehemann zu erlauben, sie an einem sicheren Ort wegzusperren (enclose et emmurée en quelque lieu sûr…), nachdem sie versucht hatte, ihn mit Hilfe ihre Liebhabers Ambroise Rochelle ebenfalls zu vergiften. Rochelle wurde in Tours öffentlich enthauptet, Marie heiratete in dritter Ehe Jean de Keradreux und starb im Mai 1447 oder im Mai 1497.
Georges II. de La Trémoille starb im Januar 1481 in Craon ohne eheliche Nachkommen. Die Grafschaft Ligny fiel an die Krone zurück und wurde von König Ludwig XI. an Louis de Bourbon, Admiral von Frankreich, weitergegeben. Im Übrigen wurde Louis II. de La Trémoille, der Sohn von Louis I., sein Erbe.